# Baci di dama (album)
Baci di dama è un album dei Rimozionekoatta del 2007.

## Tracce
1. Come avvoltoi – 3:31
2. Per noi – 4:29
3. Come tu mi vuoi – 3:10
4. Questa sera – 3:11
5. The Battle – 0:34
6. Balla – 3:47
7. Sesso Charleston – 3:50
8. Clonatemi – 3:11
9. Pin Up – 3:31
10. Skebab – 2:40
11. Lamu – 2:53
12. Rimuoviamo la Mole Antonelliana – 3:37
13. Dieci anni – 10:26

Durata totale: 48:50